# Babiabanga
Babiabanga (ou Bababianga, Babianga) est un village du Cameroun situé dans la commune de Toko, l'une des 9 communes du département du Ndian de la Région du Sud-Ouest. 

## Géographie
Le village se situe à 1 532 m d'altitude, en bordure du parc national de Korup.

## Population
Le village comptait 34 habitants en 1953, 30 en 1968-1969 et 67 en 1972, principalement des Batanga.
Lors du recensement de 2005, 206 personnes y ont été dénombrées. 
En 2018, le chef du village se nomme Sunday Mekanya.